# Wereldkampioenschappen badminton 2009
De 17e wereldkampioenschappen badminton worden van 10 tot 16 augustus 2009 georganiseerd in New Delhi (India). Het toernooi wordt georganiseerd door de Wereld Badminton Federatie BWF. Er wordt gestreden om vijf titels, te weten:
- Mannen enkelspel
- Vrouwen enkelspel
- Mannen dubbelspel
- Vrouwen dubbelspel
- Gemengd dubbelspel

## Belgische deelnemers
Van alle Belgische deelnemers die in actie kwamen overleefde enkel Lianne Tan de eerste ronde.
| Naam                            | Onderdeel          | Resultaat | Tegenstanders (uitslagen)                                               |
| ------------------------------- | ------------------ | --------- | ----------------------------------------------------------------------- |
| Yuhan Tan                       | mannen enkelspel   | 1e ronde  | 1R: Simon Santoso (13-21, 21-19, 16-21)                                 |
| Wouter Claes Frederic Mawet     | mannen dubbelspel  | 1e ronde  | 1R: William Milroy / Toby Ng (12-21, 21-16, 19-21)                      |
| Lianne Tan                      | vrouwen enkelspel  | 2e ronde  | 1R: Elena Prus (21-18, 22-20) 2R: Maria Kristin Yulianti (11-21, 11-21) |
| Nathalie Descamps               | vrouwen enkelspel  | 1e ronde  | 1R: Adrianti Firdasari (9-21, 8-21)                                     |
| Steffi Annys Severine Corvilain | vrouwen dubbelspel | 1e ronde  | 1R: Du Jing / Yu Yang (5-21, 6-21)                                      |
| Wouter Claes Nathalie Descamps  | gemengd dubbelspel | 1e ronde  | 1R: Devin Lahardi Fitriawan / Lita Nurlita (21-18, 11-21, 14-21)        |

## Nederlandse deelnemers
Voor Nederland kwamen de volgende deelnemers in actie.
| Naam                                     | Onderdeel          | Resultaat | Tegenstanders (uitslagen)                                                                                            |
| ---------------------------------------- | ------------------ | --------- | --- |
| Dicky Palyama                            | mannen enkelspel   | 3e ronde  | 1R: Bao Chunlai (21-18, 21-14) 2R: Henri Hurskainen (21-15, 21-14 ) 3R: Lin Dan (11-21, 11-21)                       |
| Eric Pang                                | mannen enkelspel   | 1e ronde  | 1R: Chen Jin (14-21, 19-21)                                                                                          |
| Ruud Bosch Koen Ridder                   | mannen dubbelspel  | 1e ronde  | 1R: Hendri Kurniawan Saputra / Hendra Wijaya (15-21, 21-19, 16-21)                                                   |
| Jorrit de Ruiter Jurgen Wouters          | mannen dubbelspel  | 1e ronde  | 1R: Vitalij Durkin / Alexandr Nikolaenko (niet gespeeld)                                                             |
| Judith Meulendijks                       | vrouwen enkelspel  | 2e ronde  | 1R: Anna Rice (niet gespeeld) 2R: Salakjit Ponsana (21-11, 16-21, 11-21)                                             |
| Yao Jie                                  | vrouwen enkelspel  | 2e ronde  | 1R: Sayale Gokhale (21-15, 21-14) 2R: Yip Pui Yin (21-17, 19-21, 19-21)                                              |
| Rachel van Cutsen Paulien van Dooremalen | vrouwen dubbelspel | 1e ronde  | 1R: Spela Silvester / Maja Tvrdy (niet gespeeld)                                                                     |
| Ruud Bosch Paulien van Dooremalen        | gemengd dubbelspel | 2e ronde  | 1R: Songphon Anugritayawon / Kunchala Voravichitchaikul (niet gespeeld) 2R: Kien Keat Koo / Hui Lin Ng (8-21, 13-21) |
| Jorrit de Ruiter Ilse Vaesen             | gemengd dubbelspel | 1e ronde  | 1R: Ivan Sozonov / Anastasia Prokopenko (niet gespeeld)                                                              |

## Medailles
| Onderdeel          | Goud                                | Zilver                        | Brons                                               |
| ------------------ | ----------------------------------- | ----------------------------- | --------------------------------------------------- |
| Mannen enkelspel   | Lin Dan                             | Chen Jin                      | Taufik Hidayat                                      |
| Mannen enkelspel   | Lin Dan                             | Chen Jin                      | Sony Dwi Kuncoro                                    |
| Vrouwen enkelspel  | Lu Lan                              | Xie Xingfang                  | Wang Lin                                            |
| Vrouwen enkelspel  | Lu Lan                              | Xie Xingfang                  | Pi Hongyan                                          |
| Mannen dubbelspel  | Cai Yun Fu Haifeng                  | Jung Jae-sung Lee Yong-dae    | Mohd Zakry Abdul Latif Mohd Fairuzizuan Mohd Tazari |
| Mannen dubbelspel  | Cai Yun Fu Haifeng                  | Jung Jae-sung Lee Yong-dae    | Kien Keat Koo Boon Heong Tan                        |
| Vrouwen dubbelspel | Zhang Yawen Zhao Tingting           | Sheng Shu Zhao Yunlei         | Du Jing Yu Yang                                     |
| Vrouwen dubbelspel | Zhang Yawen Zhao Tingting           | Sheng Shu Zhao Yunlei         | Ma Jin Wang Xiaoli                                  |
| Gemengd dubbelspel | Thomas Laybourn Kamilla Rytter Juhl | Nova Widianto Liliyana Natsir | Lee Yong-dae Lee Hyo-jung                           |
| Gemengd dubbelspel | Thomas Laybourn Kamilla Rytter Juhl | Nova Widianto Liliyana Natsir | Joachim Fischer Nielsen Christinna Pedersen         |

### Medailleklassement
| Plaats | Land       | Goud | Zilver | Brons | Totaal |
| 1      | China      | 4    | 3      | 3     | 10     |
| 2      | Denemarken | 1    | 0      | 1     | 2      |
| 3      | Indonesië  | 0    | 1      | 2     | 3      |
| 4      | Zuid-Korea | 0    | 1      | 1     | 2      |
| 5      | Maleisië   | 0    | 0      | 2     | 2      |
| 6      | Frankrijk  | 0    | 0      | 1     | 1      |
| Totaal | Totaal     | 5    | 5      | 10    | 20     |